# Fabián Jaksic
Fabián Jaksic (Punta Arenas, Chile; 9 de julio de 1952) es un profesor y biólogo chileno especializado en el campo de la investigación de la ecología comunitaria. En 2018, fue galardonado con el Premio Nacional de Ciencias Naturales de Chile por "su contribución en la creación de una escuela de ecología y biodiversidad en nuestro país".

## Biografía
Fabián Jaksic nació en la ciudad chilena de Punta Arenas, donde vivió y estudió hasta los 13 años, cuando se mudó a Puente Alto, Santiago, donde continuó sus estudios. Se licenció en ciencias con mención en biología en la Facultad de Ciencias de la Universidad de Chile en 1977, para posteriormente estudiar en la Universidad de California en Berkeley, obteniendo en 1982, a los tres años, su doctorado en Zoología. Ese mismo año impulsó la fundación de la Sociedad de Ecología de Chile.
Entre 1999 y 2000 colaboró con el Ministerio de Educación en la redacción del Programa MECE (Mejoramiento de la Calidad de la Educación), en el cual redactó contenido sobre ecología y medio ambiente. Además fue partícipe en la redacción de las leyes N°19.300 "sobre Bases Generales del Medio Ambiente", N.º 20.417, que "crea el ministerio, el servicio de evaluación ambiental y la superintendencia del medio ambiente" y fue consultor del proyecto de ley que creó el Servicio de Biodiversidad y Áreas Protegidas y el Sistema Nacional de Áreas Protegidas.
Entre 1986 a 2013 ha participado en 13 fondos Conicyt. En 2013 se creó el Centro de Ecología Aplicada y Sustentabilidad (CAPES), el cual nació bajo el liderazgo del profesor Jaksic, dentro de la Pontificia Universidad Católica de Chile.
En 2015 fue reconocido como Senior Ecologist por la Sociedad de Ecología de Estados Unidos, siendo el único en la región que posee este título. En 2018, fue galardonado con el premio Nacional de Ciencias Naturales de Chile. El Dr. Jaksic es profesor titular del Departamento de Ecología de la Facultad de Ciencias Biológicas de la Pontificia Universidad Católica de Chile.

## Áreas de trabajo
Fabián Jaksic posee una especialización en las áreas de Ecología comunitaria, interacciones depredador-presa, biodiversidad y especies invasoras. Su línea de investigación se centra en los estudios de largo plazo en ecología comunitaria, por lo cual se ha focalizado en las interacciones de la flora y fauna, además de elementos climáticos (como es el fenómeno del Niño) y la relación de los elementos antrópicos, en las localidades de Aucó, Illapel y de San Carlos de Apoquindo.
El profesor Jaksic ha participado como autor y coautor en más de 300 publicaciones científicas.

## Especies nombradas en su honor
- Liolaemus fabiani (Yáñez & Núñez, 1983)

## Literatura seleccionada
- Jaksic, Fabián; Castro, Sergio A. (2014). Invasiones biológicas en Chile: causas globales e impactos locales. Pontificia Universidad Católica de Chile. ISBN 9789561414068.
- Jaksic, F. (2007). Ecología de comunidades. Ediciones UC. ISBN 9789561409170.
- Böhm, Monika; Collen, Ben; Baillie, Jonathan E.M.; Bowles, Philip; Chanson, Janice; Cox, Neil; Hammerson, Geoffrey; Hoffmann, Michael et al. (2013-01). «The conservation status of the world’s reptiles». Biological Conservation (en inglés) 157: 372-385. ISSN 0006-3207. doi:10.1016/j.biocon.2012.07.015. Consultado el 14 de octubre de 2018.
- Lagos, V. O.; Contreras, L. C.; Meserve, P. L.; Gutiérrez, J. R.; Jaksic, F. M. (1995). «Effects of Predation Risk on Space Use by Small Mammals: A Field Experiment with a Neotropical Rodent». Oikos 74 (2): 259-264. doi:10.2307/3545655. Consultado el 14 de octubre de 2018.
- Jaksic, Fabian M. (1998). «Vertebrate invaders and their ecological impacts in Chile». Biodiversity and Conservation (en inglés) 7 (11): 1427-1445. ISSN 0960-3115. doi:10.1023/a:1008825802448. Consultado el 14 de octubre de 2018.
- Jaksic, Fabian M.; Iriarte, J. Agustín; Jiménez, Jaime E.; Martínez, David R. (2002). «Invaders Without Frontiers: Cross-border Invasions of Exotic Mammals». Biological Invasions (en inglés) 4 (1/2): 157-173. ISSN 1387-3547. doi:10.1023/a:1020576709964. Consultado el 14 de octubre de 2018.
- Jaksic, Fabian M. (2001-06). «Ecological effects of El Niño in terrestrial ecosystems of western South America». Ecography (en inglés) 24 (3): 241-250. ISSN 0906-7590. doi:10.1034/j.1600-0587.2001.240301.x. Consultado el 14 de octubre de 2018.
- Holmgren, Milena; Stapp, Paul; Dickman, Chris R.; Gracia, Carlos; Graham, Sonia; Gutiérrez, Julio R.; Hice, Christine; Jaksic, Fabián et al. (2006-03). «Extreme climatic events shape arid and semiarid ecosystems». Frontiers in Ecology and the Environment (en inglés) 4 (2): 87-95. ISSN 1540-9295. doi:10.1890/1540-9295(2006)004[0087:ecesaa]2.0.co;2. Consultado el 14 de octubre de 2018.
- Lima, Mauricio; Stenseth, Nils C.; Jaksic, Fabian M. (2002-03). «Food web structure and climate effects on the dynamics of small mammals and owls in semi-arid Chile». Ecology Letters (en inglés) 5 (2): 273-284. ISSN 1461-023X. doi:10.1046/j.1461-0248.2002.00312.x. Consultado el 14 de octubre de 2018.